# Diada de Sant Narcís

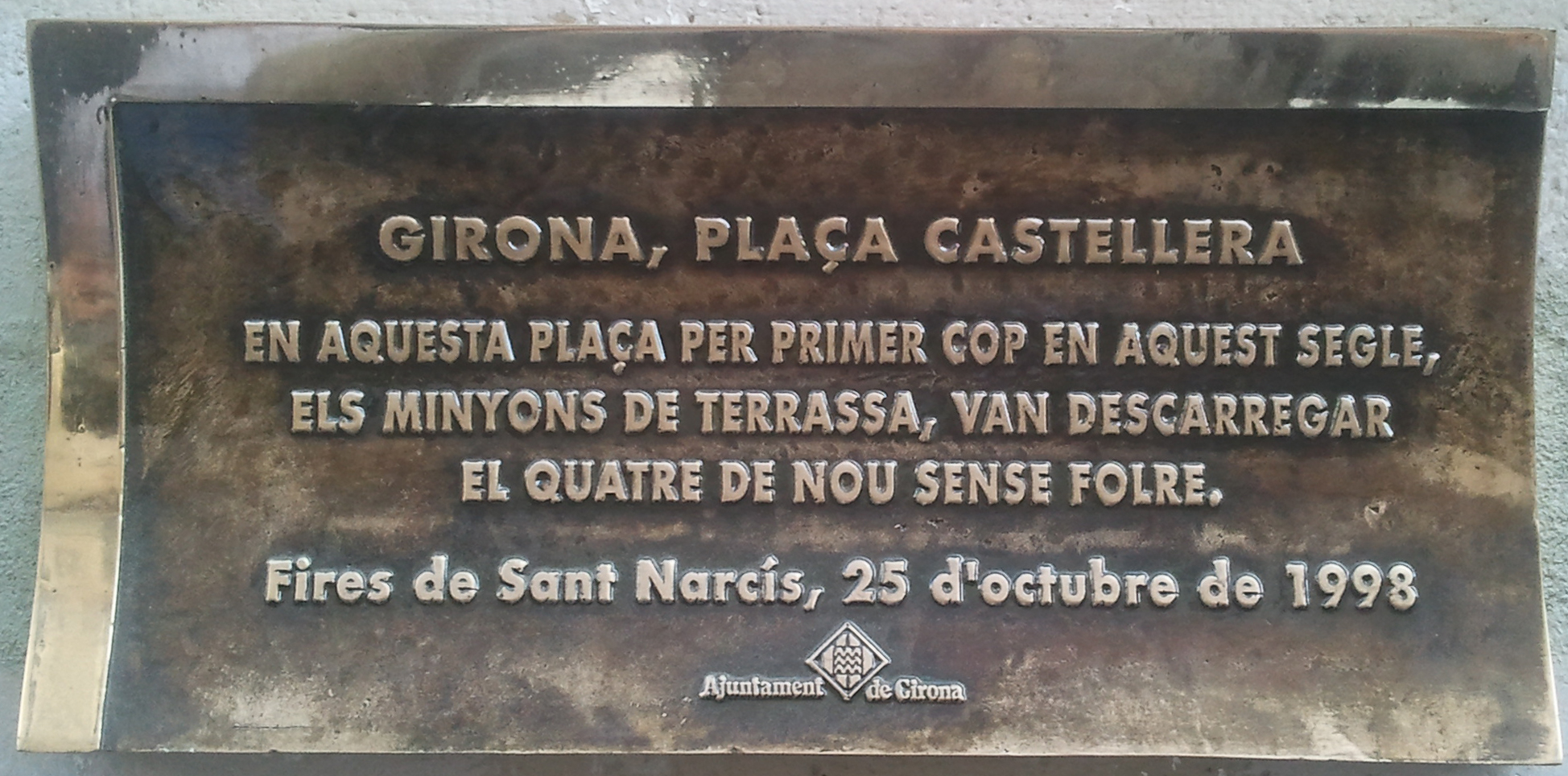
Primera placa de Minyons

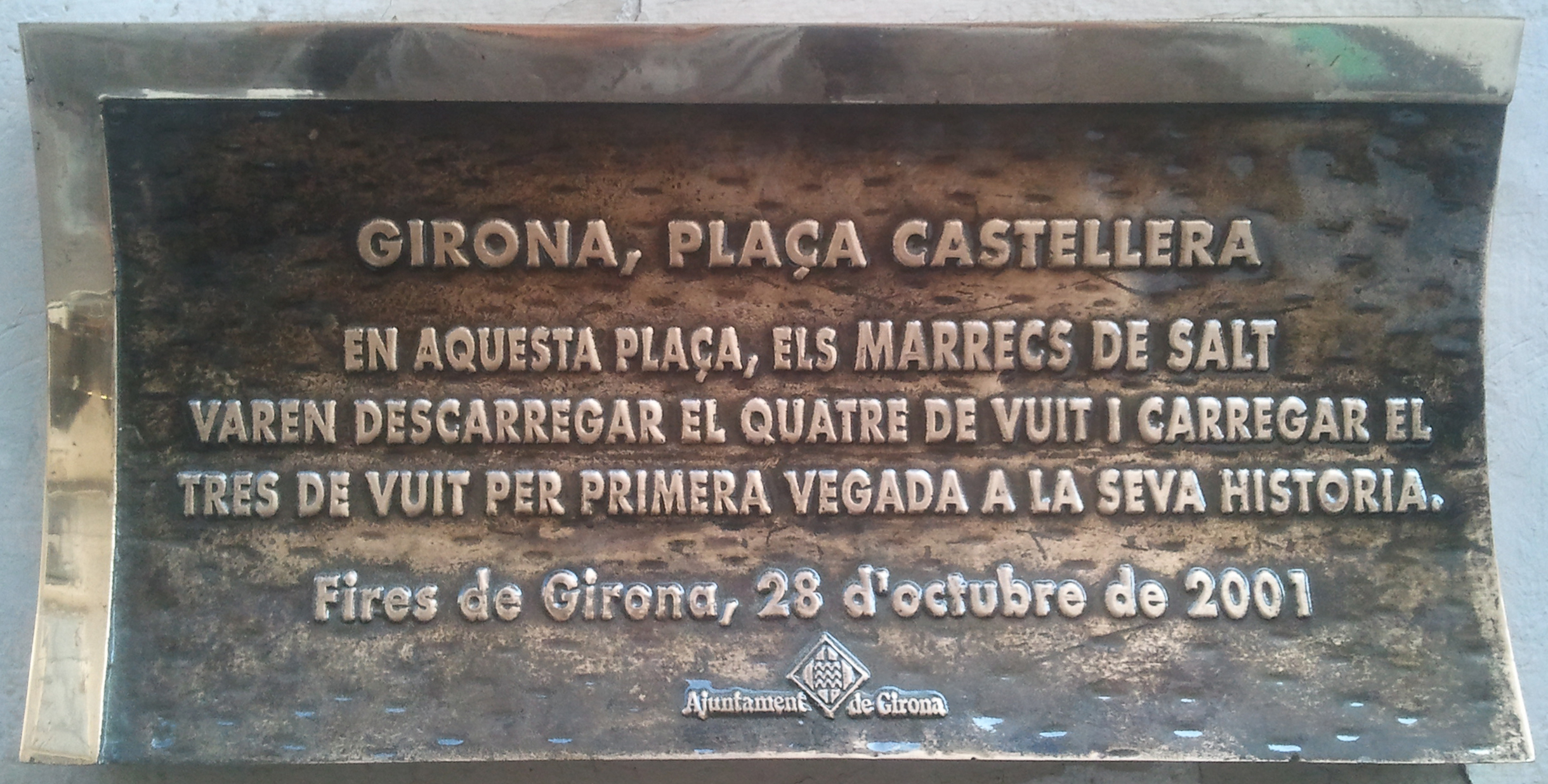
Placa de Marrecs

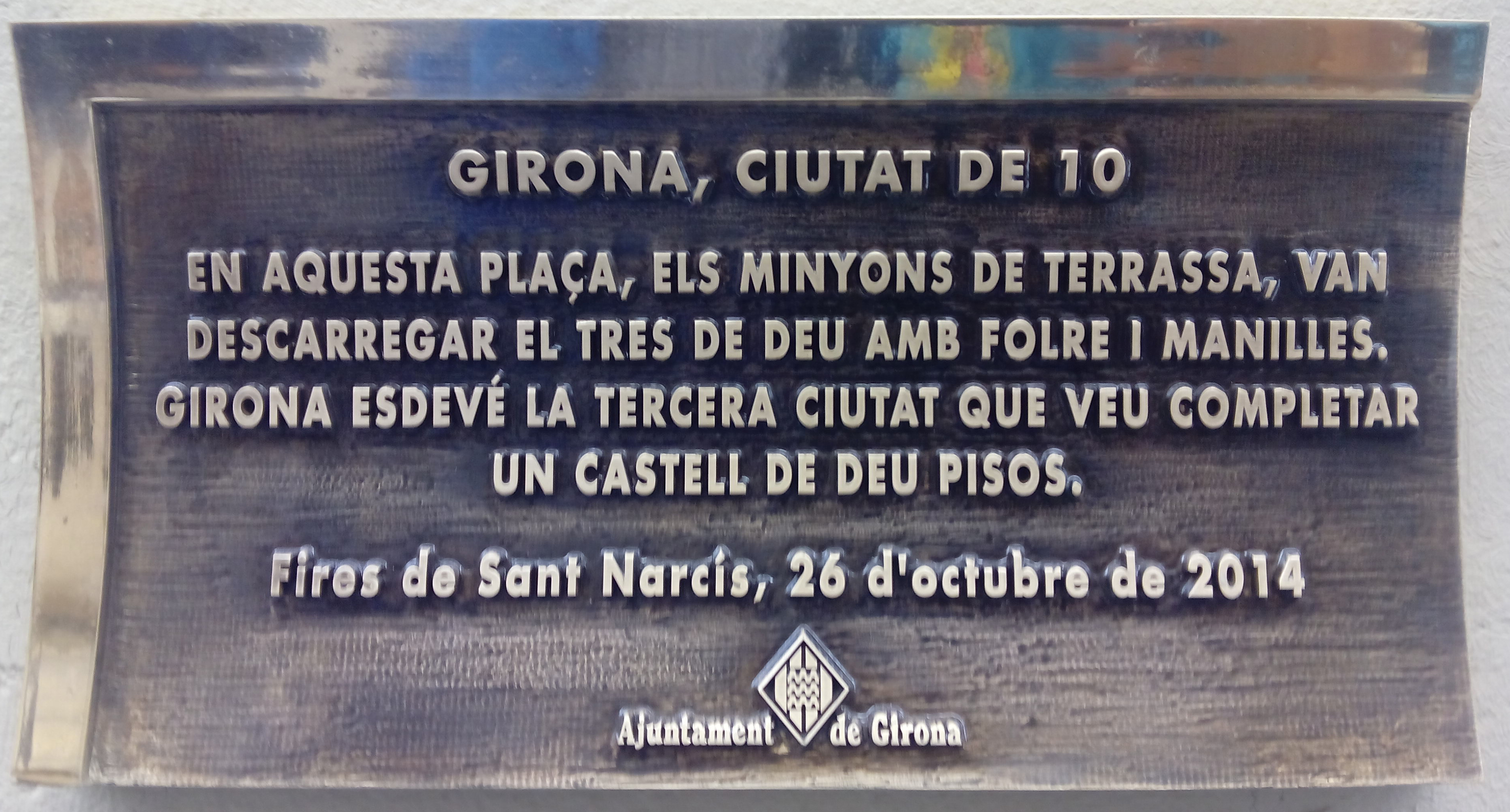
Segona placa de Minyons

La Diada de Sant Narcís és una diada castellera que se celebra a la Plaça del Vi de Girona, en el marc de les Fires i festes de Sant Narcís, festa major de la ciutat. Hi participen els Marrecs de Salt com a colla local i els Minyons de Terrassa i Capgrossos de Mataró com a colles convidades. De fet, els Marrecs i els Minyons hi participen ininterrumpudament des del 1996 i els Capgrossos des del 2006. A la diada també se la coneix com a gran diada del nord i tenint lloc a finals d'octubre, ha coincidit tot sovint amb la Diada de Santa Úrsula de Valls, cosa que ha generat una certa rivalitat entre les dues diades.

## Història
El 1998, els Minyons hi van descarregar el primer 4 de 9 sense folre del segle XX (117 anys després del primer i únic mai 
aconseguit) i el seu primer pilar de 7 amb folre, assolit al priner intent, el 2008 el seu primer pilar de 8 amb folre i manilles convertint-se així en la primera colla de la història dels castells que assolia les tres construccions realitzades amb folre i manilles (Pd8fm, 2d9fm i 3d10fm), i el 2014 el 3 de 10 amb folre i manilles.
La plaça del Vi és plaça de 8 des del 1995 gràcies a les construccions dels Castellers de Terrassa, de 9 des del 1996 gràcies als Minyons de Terrassa i de 10 des del 2014, també gràcies als Minyons. Els primers castells que hi van dur els Marrecs de Salt el 1996 ja eren de 7 i fins al 2001 no hi van fer els primers castells de 8. L'Ajuntament de Girona va col·locar dues plaques commemoratives a la plaça del Vi: una per commemorar el 4 de 9 sense folre dels Minyons de Terrassa del 1998, primer del segle XX i l'altra per commemorar el primer 4 de 8 descarregat i 3 de 8 carregat dels Marrecs de Salt del 2001, primers castells de vuit de la colla, i única ocasió en que una colla s'estrena en els castells de vuit fent-ne dos. De fet els Marrecs hi han fet les seves millors actuacions i els Minyons de Terrassa la consideren la seva plaça talismà.
Fent un rànquing de les actuacions de tota la història dels castells (fins al 2014), segons la fórmula que compta les tres millors construccions, només si totes tres són descarregades, l'actuació de Minyons del 1998, és la desena classificada, i la del 2014 la quinzena. Aquestes posicions, les superen les diades de: Sant Fèlix, Tots Sants i Sant Ramon Nonat a Vilafranca del Penedès, Primer diumenge de festes de Tarragona i la de Minyons a Terrassa.

## Diades amb Minyons, Capgrossos i Marrecs

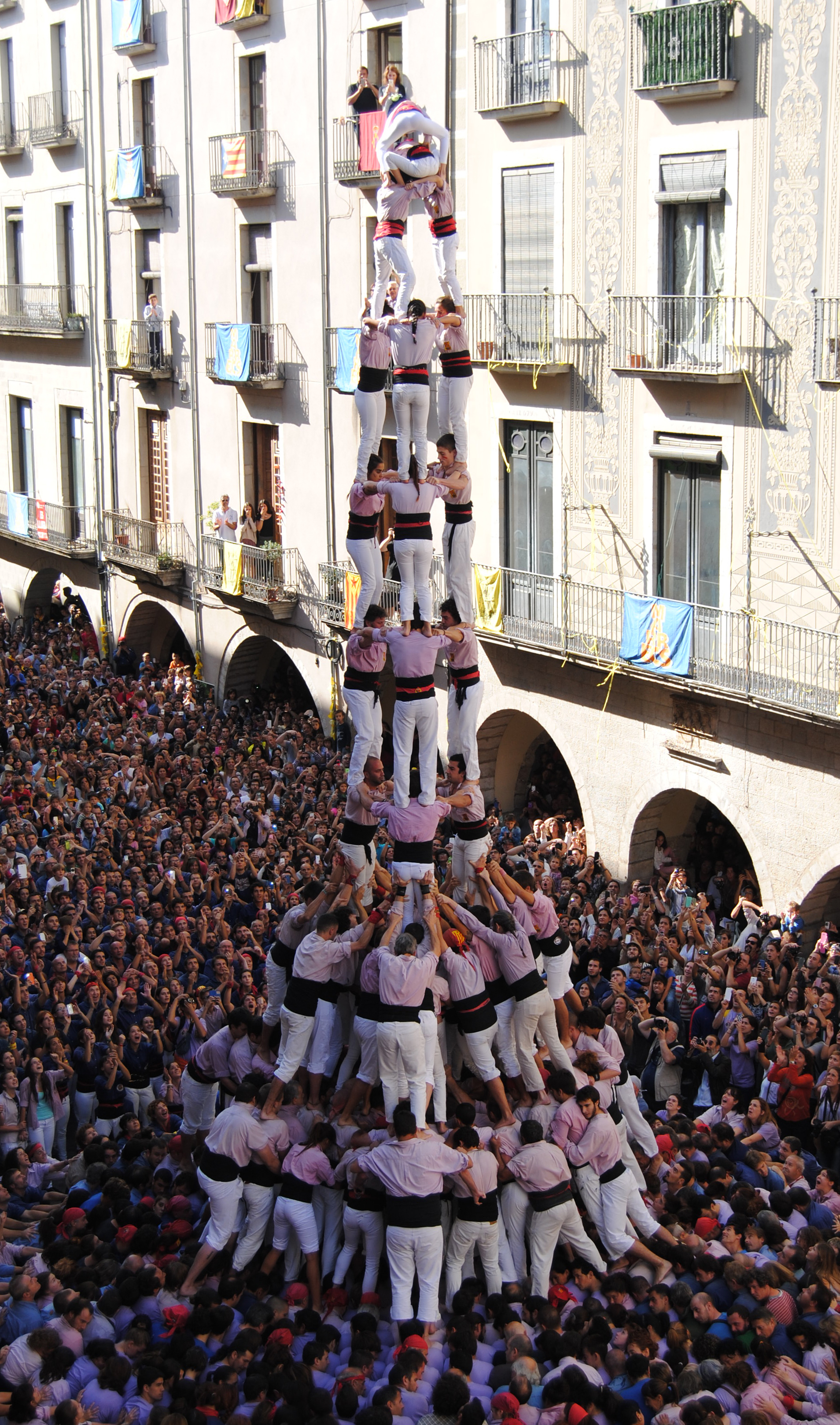
3d10fm dels Minyons, 2014

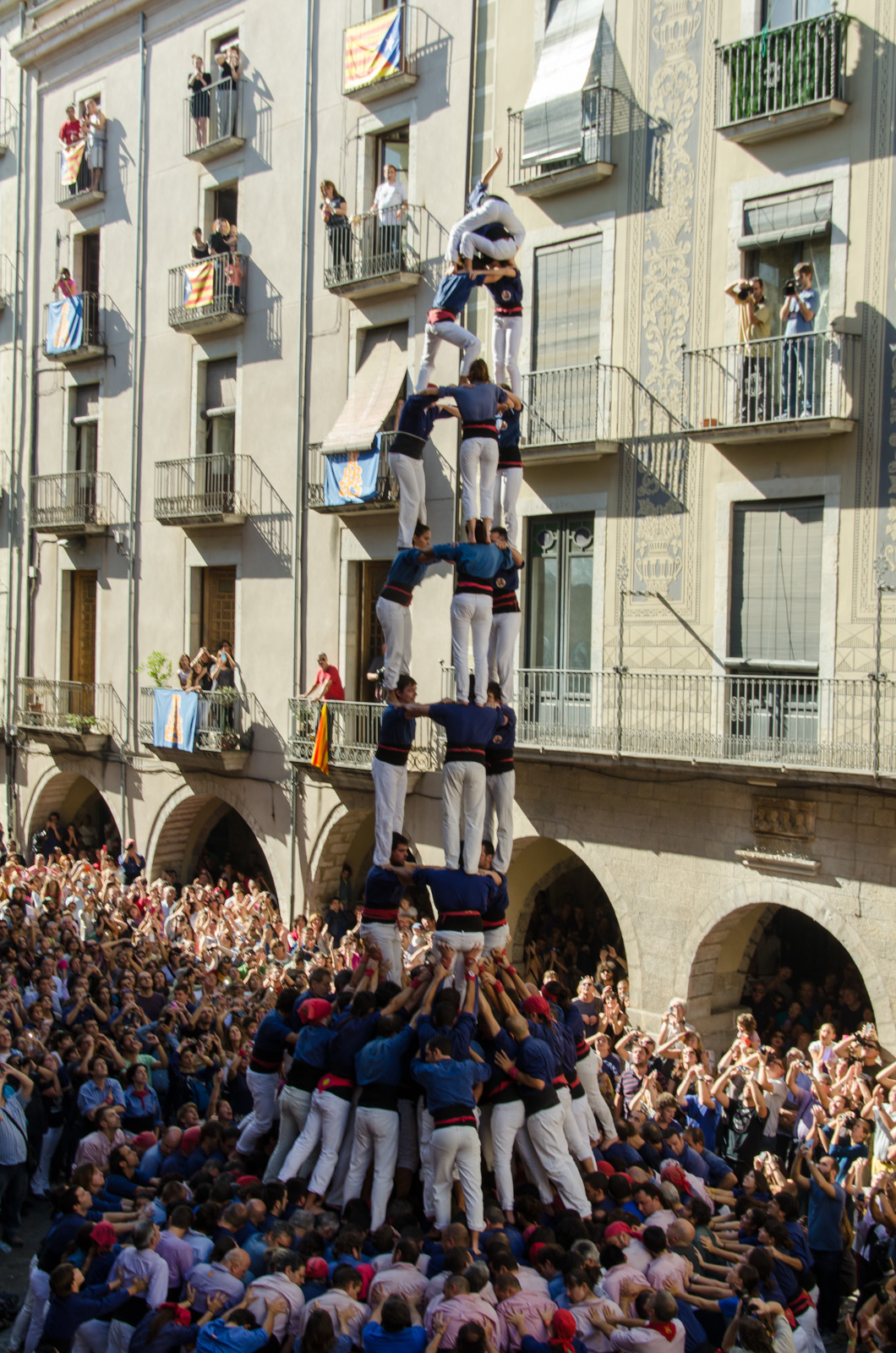
3d9f dels Capgrossos, 2013

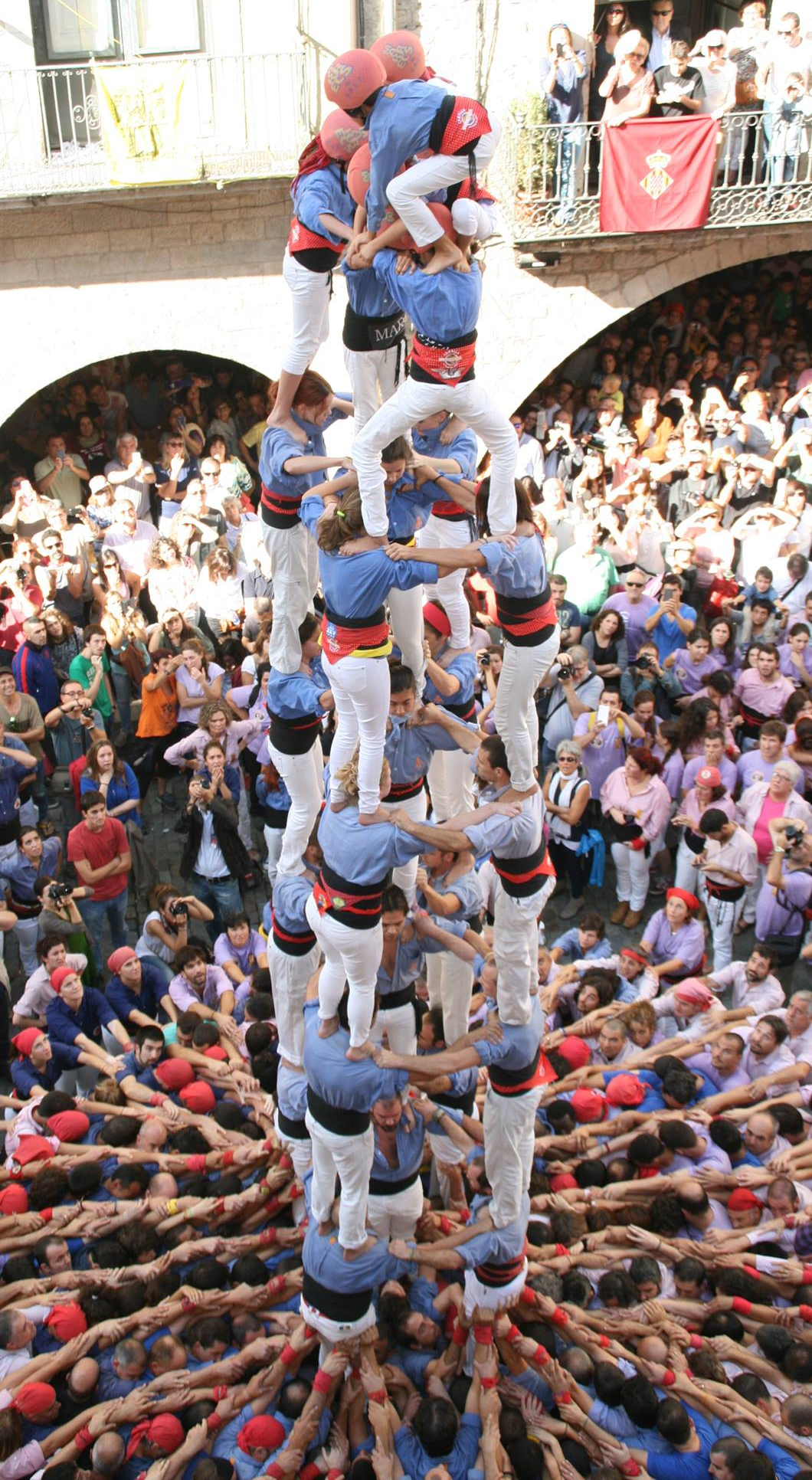
5d8 carregat pels Marrecs, 2014

El millor castell que Minyons ha portat a Plaça del Vi ha sigut el 3 de 10 amb folre i manilles que van descarregar el 2014 i el 2015, el de Capgrossos el 3 de 9 amb folre que van descarregar per primer cop el 2008 i han descarregat cada any a partir de llavors i el 3d9f dels Marrecs el 2017. A continuació es mostren les construccions de les tres colles que hi actuen ininterrompudament des del 2006 en les diferents edicions de la diada.
| Any  | Minyons                           | Capgrossos                         | Marrecs                           | Observacions                                                                                |
| ---- | --------------------------------- | ---------------------------------- | --------------------------------- | ------------------------------------------------------------------------------------------- |
| 2024 | 3d9f, 5d9f, 9d8                   | 3d9f, 4d9f, 2d9fm                  | 5d8, 4d8a(c), 2d8f                |                                                                                             |
| 2023 | 5d9f(c), 3d9f, 4d9f               | 3d9f, 4d9f, 2d9fm, pd6             | 5d8, 2d8f(id), 2d8f(id), 4d8, 3d8 |                                                                                             |
| 2022 | 3d9f, 4d9f, 2d8f                  | 4d8, 5d8, 3d8                      | 4d8, 3d8, 9d7                     |                                                                                             |
| 2021 | 3d8, 2d7, 4d8                     | 7d7, 2d7, 5d7                      | 5d7, 4d7, 3d7                     |                                                                                             |
| 2020 | –                                 | –                                  | –                                 | No celebrada a causa de la pandèmia de COVID-19.                                            |
| 2019 | 4d9f, pd8fm, 2d9fm, 9d8           | 3d9f, pd7f, 4d8a, 4d9f             | 4d8, 3d8, 2d8f                    |                                                                                             |
| 2018 | –                                 | –                                  | –                                 | Suspesa per la pluja.                                                                       |
| 2017 | 3d9f, 2d9fm, 4d9f, pd8fm          | 3d9f, 2d9fm, 4d9f, pd7f            | 5d8, 3d9f, 2d8f                   | Primer castell de 9 dels Marrecs a Sant Narcís.                                             |
| 2016 | 3d10fm(c), 3d9fa, 5d9f, pd8fm     | 3d9f, 9d8(c), 2d8f                 | id3d9f, id3d9f, 5d8, i3d9f, 2d8f  | Primer 3d9fa dels Minyons, primer a Girona. Primer 9d8(c) dels Capgrossos, primer a Girona. |
| 2015 | 3d10fm, i2d8sf, 5d9f, 2d9fm, p8fm | 2d8f, 4d9f, 3d9f, p7f              | 5d8, 2d8f, 3d8                    | Primer intent de 2d8sf dels Minyons.                                                        |
| 2014 | 3d10fm, 2d9fm, 4d9f, p7f          | 4d9f, 3d9f, id3d8a, 2d8f, p6       | 3d8, 5d8(c), 2d7                  | La plaça del Vi esdevé una plaça de 10. Primer 5d8 marrec.                                  |
| 2013 | i2d9fm, 3d9f, 5d8, i4d9f          | 4d9f, 3d9f(c), 5d7                 | 4d8, 2d8f, id3de8, 3de8, p6       | Primer pilar de 6 descarregat dels Marrecs                                                  |
| 2012 | 3d9f, i5d9f, 4d9f, 2d9fm          | 4d9f, 3d9f, 5d8, p7f               | 4d8, 2d8f(c), id3d8, 3d8          | Primer 2d8f marrec.                                                                         |
| 2011 | id3d10fm, 3d9f, i5d9f, 4d8, 2d8f  | 4d9f, 3d9f, 2d8f                   | 5d7, 4de8, 2d7                    |                                                                                             |
| 2010 | 3d9f, 2d9fm, 4d9f, p6             | 3d9f, 4d9f, 5d8                    | 5d7, 2d7, 3d7ps                   |                                                                                             |
| 2009 | 3d9f, 2d9fm, 4d9f, p8fm           | 2d8f, id3d9f, 3d9f, 4d8a(c), 5d8   | id5de7, 5d7, 3d7ps, 2d7           |                                                                                             |
| 2008 | 3d9f, 4d9f, 3d8a, p8fm            | 5d8, 3d9f, 4d8a(c)                 | 5d7, 2d7, 3d7ps                   | Primer p8fm descarregat dels Minyons. Primer 3d9f capgròs a Girona.                         |
| 2007 | 3d9f, 2d9fm(c), 4d9f              | 5de8, id3d9f, 4d8, id3d9f, 3d8, p6 | 5de7, i4d8, 2d7, 4d7a             |                                                                                             |
| 2006 | 3d9f, 4d9f, 2d8f                  | 3d8, 2d8f, 4d8                     | 3d8, 4d8(c), 5d7                  | Primer 3d8 descarregat dels Marrecs.                                                        |

## Diades amb Minyons i Marrecs
Del 1996 al 2005 actuaven a plaça del Vi els Minyons i els Marrecs. A continuació hi ha les construccions que hi van realitzar.
| Any  | Minyons                      | Marrecs                 | Observacions                                  |
| ---- | ---------------------------- | ----------------------- | --------------------------------------------- |
| 2005 | 3d9f, 5d9f, 2d9fm, p6        | 5d7(c), 2d7, 3d7ps      |                                               |
| 2004 | 3d9f, 4d9f, 4d8a, p6         | 3d7ps, 2d7, 5d7         |                                               |
| 2003 | –                            | –                       | Suspesa per la pluja.                         |
| 2002 | 4d9fa(c), p8fm(c), i3d9f     | 4d8, 2d7, 5d7, ip6      |                                               |
| 2001 | 5d9f, 4d9fa(c), i3d9f, p7f   | 4d8, 3d8(c), 5d7        | Primers 4d8 i 3d8(c) marrecs.                 |
| 2000 | 4d9sf(c), 2d9fm, i3d9f, ip7f | 3d7ps, id4d8, i4d8, 2d6 |                                               |
| 1999 | 5d9f, 4d9sf(c), 3d9f, ip8fm  | 5d7, 2d7, 4d7a          |                                               |
| 1998 | 5d9f, 4d9sf, 3d9f, p7f       | 5d7, 3d7ps, 4d7a        | Primer 4d9sf del segle XX i primer p7f minyó. |
| 1997 | 4d9f, 3d9f, 5d8              | 4d7a(c), 5d7, 3d7       |                                               |
| 1996 | 4d9f, 3d9f, i3d8ps, 2d7      | 4d7, 3d7, 2d6           |                                               |

## Diades anteriors
El 1995, també diumenge de fires, i també a plaça del Vi, hi van actuar els Castellers de Terrassa fent castells de fins a 8 pisos i els Castellers d'Esparreguera fent castells de fins a 7. Aquesta actuació va ser la que va motivar la fundació, setmanes més tard, dels Marrecs de Salt.
Abans d'aquest format que s'ha mantingut des del 1995, ja hi havia hagut actuacions castelleres irregulars a Girona per Fires de Sant Narcís, no sempre a la Plaça del Vi, i més sovint l'1 de novembre que pas el diumenge:
- El 1992 amb Xics de Granollers fent castells de 6.[33]
- Del 1970 al 1977 amb Castellers de Vilafranca fent castells de 6 i de 7.[34]
- El 1947 i el 1954 amb la Muixerra de Valls fent castells de 7.[35]
- El 1935, el 1949 i el 1969 amb Nens del Vendrell fent castells de 7.[36]
- El 1900, amb els Xiquets de Valls.[37]